# Рік Граймс
Рік Граймс (англ. Rick Grimes) — вигаданий персонаж серії коміксів видавництва Image Comics Ходячі мерці і однойменного серіалу телеканалу AMC. Зайняв 26 сходинку в списку «Сто найкращих героїв коміксів усіх часів» за версією IGN, а актор Ендрю Лінкольн, який виконує роль Ріка в серіалі, за свою роль у 2011 році був номінований на премію «Сатурн» у категорії «Найкращий телеактор».

## Родовід Ріка Ґраймса
- Ґраймс, дід Ріка Ґраймса, воював у Другій Світовій Війні
  -  Ґраймс, батько Ріка Ґраймса
    -  Річард Ґраймс
      -  Карл Ґраймс
      -  Джудіт Ґраймс
      -  Річард Ґраймс

## Біографія в коміксах
До епідемії: Рік був поліцейським в маленькому містечку. За допомогою свого молодшого брата, він познайомився зі своєю майбутньою дружиною Лорі, і незабаром у них народився син Карл. Після Епідемії: Рік став лідером групи людей, які вижили. Його права рука була відрізана Губернатором. Втратив дружину і можливо небіологічу доньку у війні за в'язницю. Після потрапляння в безпечну зону з групою пізніше був призначений констеблем в «Александрії». У даний момент планує жорстоку розправу над Неганом.

## Біографія в серіалі
Служив шерифом в невеликому провінційному містечку Кінг Кантрі, розташованому в штаті Джорджія. Від важких поранень, отриманих у перестрілці, він впав у кому, і пробув у ній саме той момент, коли епідемія вірусу, що перетворює людей в зомбі, захопила світ. Як тільки він прийшов до тями і зрозумів що трапилося, він вирушив шукати свою родину — дружину Лорі і свого сина Карла. Рік — проста людина зі звичайної сім'ї. Рік — природжений лідер, і навіть те, що він часом не впевнений у собі, не заважає йому бути впевненим у своїх здібностях керівника. Його прагнення чинити правильно і завжди захищати слабких, не здатних постояти за себе людей, стали причиною тріщини в його сімейних відносинах і остаточно віддалили його від сім'ї. З напарником Шейном його пов'язують міцні, перевірені часом, дружні стосунки. Між ними була, як кажуть справжня чоловіча дружба. Кожен з них міг покластися на товариша, і сам у свою чергу був готовий прийти на допомогу, коли це необхідно. Пізніше Рік разом з групою людей, які вижили поселяється у в'язниці. Через острах втратити сім'ю вбиває кілька ув'язнених, а «нешкідливих» відмовляється пропускати в свою частину тюрми. Після смерті дружини був в шоці, через що мало не вбив Глена.

## Цікаві факти
- Роберт Кіркман заявив в одному зі своїх інтерв'ю, що можливо Рік вб'є Нігана дуже болісною смертю.
- Творець коміксу Роберт Кіркман заявив в одному зі своїх інтерв'ю, що Рік не помре у серіалі.(У Коміксі можливо помре).
- На даний час Рік і Морган є персонажами, які з'явилися у 1 випуску і до сих пір живі.
- Рік є інвалідом, також як і — Карл, Ален, Губернатор, Андреа, Дейл, Морган, Джессі, Кріс і Грег.
- Рік з'явився у всіх номерах коміксу, крім 30, 43 і 105 номерів.
- Перед-історія Ріка (пробудження від коми після зомбі-апокаліпсису) дуже схожа на передісторію Джима з 28 днів потому.